# Uluops
Uluops is een geslacht van uitgestorven paracryptodire schildpadden uit het Laat-Jura (Tithonien) van Noord-Amerika. Het type en de enige soort is Uluops uluops, 'rimpelgezicht', die bekend is van een enkele schedel uit de Morrison-formatie, holotype UCM 53971 en benoemd werd door Kenneth Carpenter en Robert Thomas Bakker. De vindplaats is de Main Breakfast Bench Quarry.
Carpenter & Bakker gaven slechts een minimale beschrijving. In 2021 werd een herbeschrijving gegeven door Rollot.
De schedel is vijf centimeter lang.